# Despina Papamichail
Despina Papamichail (nació el 9 de febrero de 1993) es una tenista profesional griega.
Papamichail tiene un ranking de individuales WTA más alto de su carrera, n.º 143, logrado el 17 de octubre de 2022. También fue n.º 93 en dobles, logrado el 4 de diciembre de 2023.
Hizo su debut en el cuadro principal de la WTA Tour como perdedora afortunada (Lucky Loser) en el Torneo de Abu Dabi 2021 un evento WTA 500. Perdería en primera ronda ante la preclasificada #3 y 6 del mundo Karolína Plíšková en dos set.